# Mykola Oleksandrowitsch Schtschors

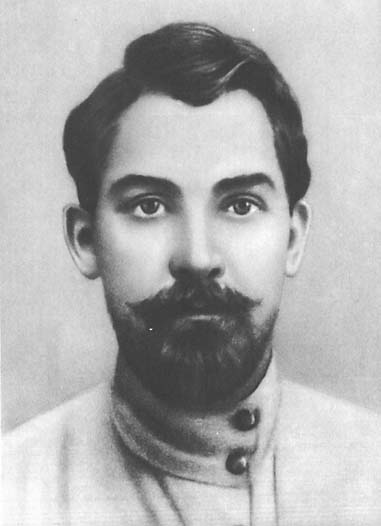
Mykola Oleksandrowitsch Schtschors

Mykola Oleksandrowitsch Schtschors (ukrainisch Мико́ла Олекса́ндрович Щорс, russisch Никола́й Алекса́ндрович Щорс Nikolai Alexandrowitsch Schtschors; * 25. Maijul. / 6. Juni 1895greg. in Snowsk, Russisches Kaiserreich; † 30. August 1919 in Biloschyzi, Ukrainische SSR) war ein ukrainischer Truppenführer in der Roten Armee und Divisionskommandeur, der aufgrund seiner Tapferkeit während des Russischen Bürgerkriegs Bekanntheit erlangte.

## Leben

### Jugend und Ausbildung
Mykola Schtschors wurde im Dorf Snowsk in der heute ukrainischen Oblast Tschernihiw angeblich als Sohn eines Lokomotiv-Ingenieurs geboren, möglicherweise entstammt er jedoch einer Bauernfamilie.
1909 besuchte er die Schule in Snowsk und gelangte nach seiner zweiten Bewerbung 1910 an die militär-medizinische Akademie in Kiew, an der er im Juli 1914 seinen Abschluss als Medizinalassistent machte.

### Erster Weltkrieg
Nach dem Beginn des Ersten Weltkriegs diente er ab 1915 als Infanterist. Anfang 1916 wurde er für eine Offizierslaufbahn vorgeschlagen und in die Militärschule in Wilna aufgenommen, die aufgrund des deutschen Vormarsches nach Poltawa evakuiert werden musste. Von dort wurde er als Praporschtschik im September 1916 zum 142. Infanterie-Regiment der 84. Division im XXVI. Armeekorps an die rumänische Front versetzt.
Im April 1917 wurde Schtschors zum Podporutschik befördert. Die Oktoberrevolution im Herbst 1917 erlebte er in Simferopol.

### Russischer Bürgerkrieg
Er kehrte von dort in seinen Heimatort Snowsk zurück und bildete dort nach dem sich abzeichnenden Ausbruch des Russischen Bürgerkriegs im Februar 1918 eine kommunistische Partisaneneinheit. Im März und April 1918 kommandierte er einen Kampfverband des Bezirks Nowosybkow, der als Teil der 1. Revolutionsarmee gegen die deutschen Besatzungstruppen kämpfte. Dabei lernte er die Aktivistin Fruma Efimowna Rostowa kennen, die er im Herbst 1918 heiratete. Aus der Ehe ging die Tochter Walentina hervor.
Im September 1918 bildete er das 1. Ukrainische Sowjet-Regiment „Iwan Bogun“ und führte dieses im Kampf gegen deutsche Truppen und Kosakenverbände. Im November 1918 übernahm er im Kampf gegen die Ukrainische Unabhängigkeitsbewegung das Kommando über die 2. Brigade der 1. Ukrainischen Sowjet-Division mit den Regimentern „Bogun“ und „Tarastschan“ und eroberte Tschernihiw, Kiew und Fastow. Am 5. Februar 1919 wurde Schtschors zum Bürgermeister von Kiew ernannt.
Zwischen dem 6. März und dem 15. August 1919 führte Schtschors die 44. sowjetische Schützen-Division und eroberte die noch von der Volksrepublik Ukraine kontrollierten Städte Schytomyr, Winnyzja und Schmerynka. Danach durchbrach er bei Sarny – Rowno – Brody – Chmelnyzkyj die Front der ukrainischen Truppen unter Symon Wassyljowytsch Petljura.

### Polnisch-Sowjetischer Krieg
Als Sommer 1919 die polnische Armee zum Angriff antrat und der Polnisch-Sowjetische Krieg begann, hielt Schtschors zunächst die Linie bei Sarny – Nowograd-Wolynskij – Schepetowka, musste sich jedoch angesichts des überlegenen Gegners zurückziehen. Die 1. Ukrainische Sowjet-Division wurde mit der 44. Schützen-Division vereinigt und Schtschors zu deren Kommandeur ernannt. Schtschors verteidigte erfolgreich den Eisenbahnknotenpunkt Korosten und ermöglichte der 12. Armee die Evakuierung Kiews.
Während der Kämpfe wurde Schtschors am 30. August 1919 unter ungeklärten Umständen beim Dorf Biloschyzi in der ukrainischen Oblast Schytomyr erschossen.
Schtschors’ Leichnam wurde nach Samara überführt und auf dem dortigen Friedhof bestattet. Nachdem dieser 1926 geschlossen worden war und die Grabstätte verfiel, wurde sein Leichnam 1949 exhumiert und feierlich auf dem neuen Friedhof von Samara beigesetzt.

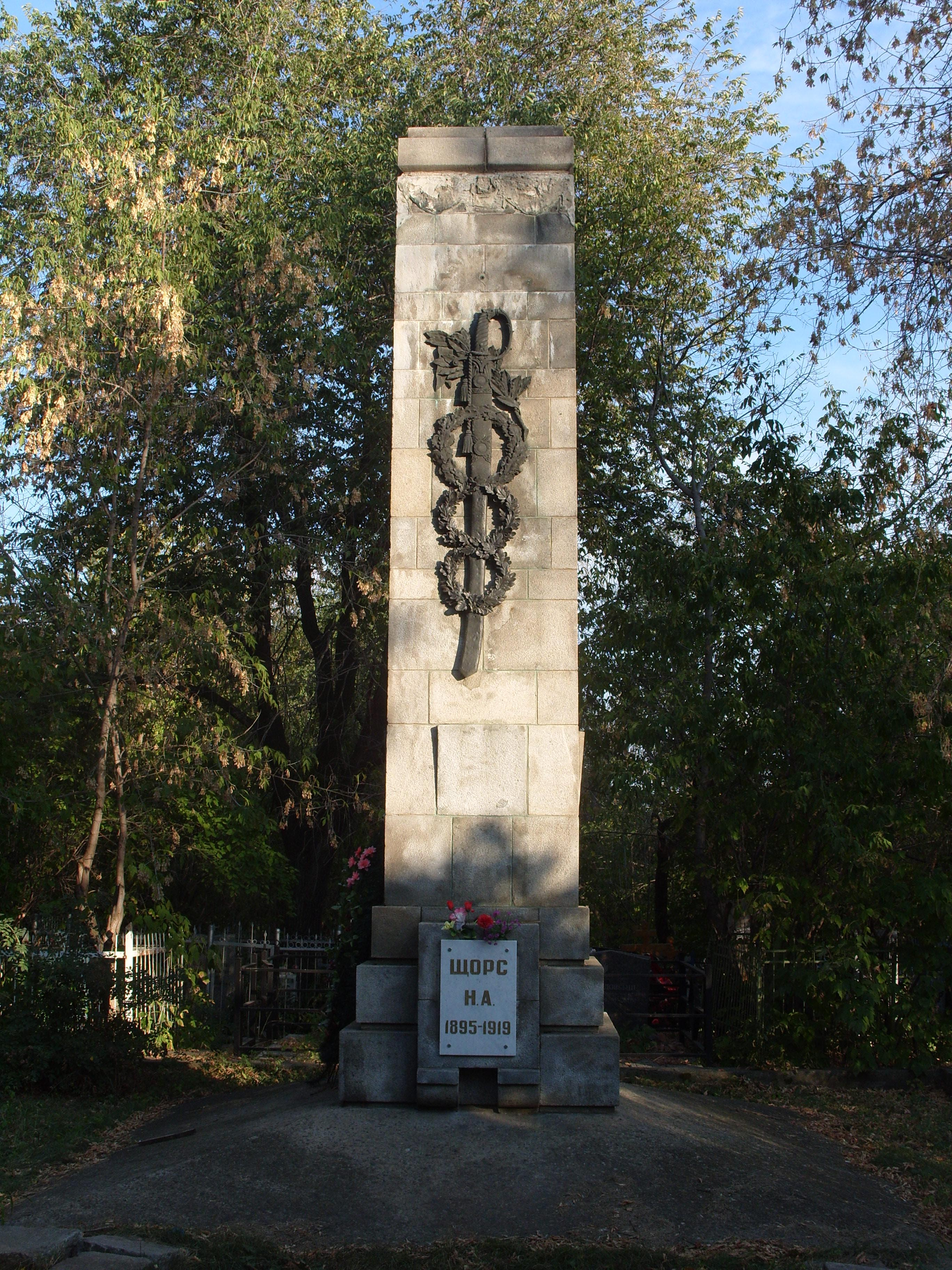
Schtschors’ Grabmal in Samara

### Ehrungen, Namensbenennungen

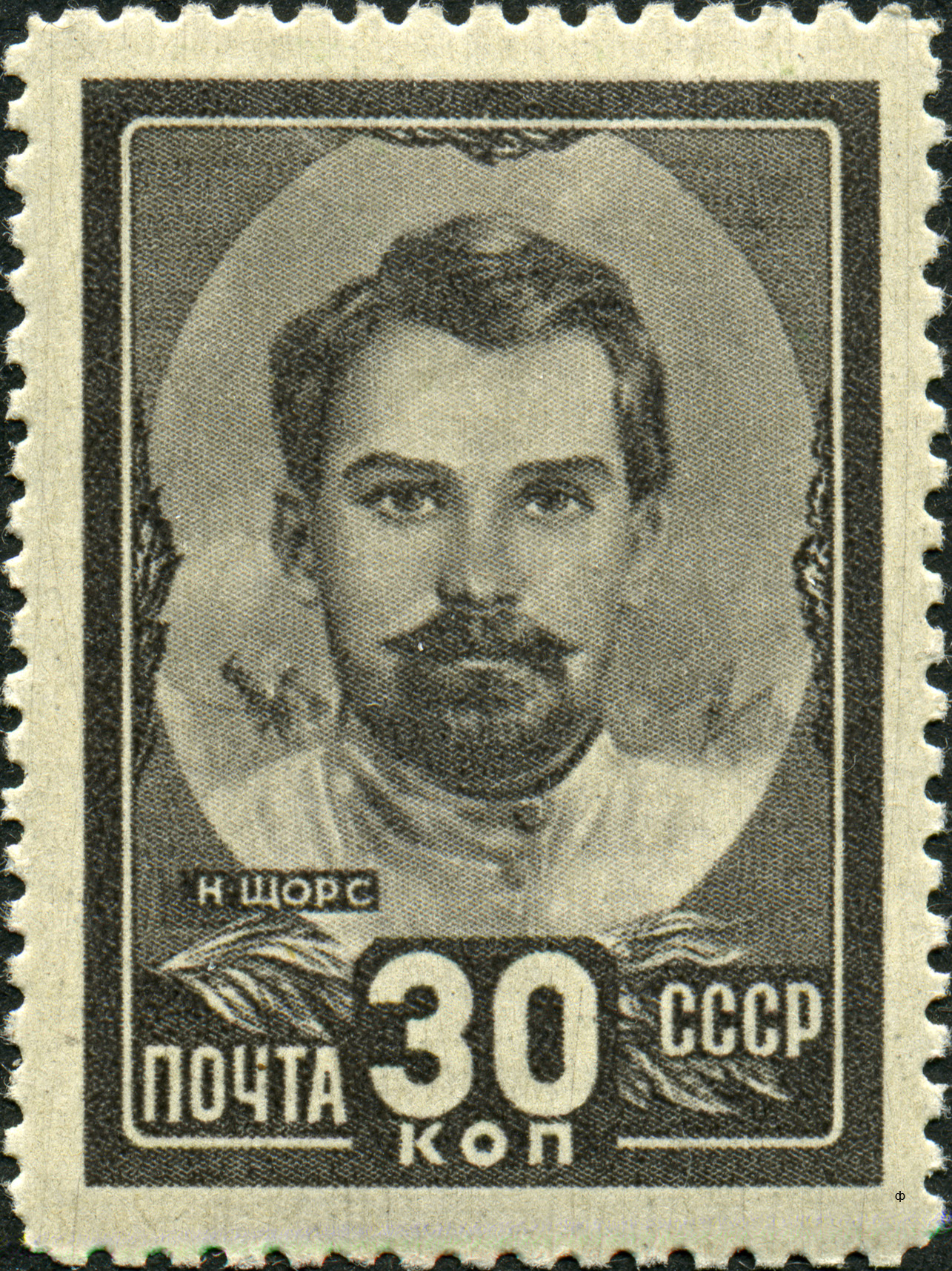
Sowjetische Briefmarke (1944)

Das Schicksal von Mykola Oleksandrowitsch Schtschors wurde zum Thema der stalinistischen Heldenverehrung. Seine Witwe Fruma Efimowna Rostowa-Schtschors, die in den 1930er Jahren im sowjetischen Erziehungsministerium arbeitete, initiierte die „Schtschors-Bewegung“ mit dem Ziel, Schtschors als Revolutionshelden populär zu machen.
- Sergej Skljarenko verfasste eine Novelle mit dem Titel „Schtschors“
- Borys Ljatoschynskyj schrieb eine Oper mit dem Titel „Schtschors“
- 1939 drehte Oleksandr Dowschenko mit Jewgeni Samoilow in der Hauptrolle den Film Schtschors, der 1941 den Staatspreis der Sowjetunion erhielt.[3]
- Das bekannte patriotische Lied „Pjesna o Schtschorse“ (Lied über Schtschors) wurde von Matwej Isaakowitsch Blanter, dem Komponisten des bekannten Liedes „Katjuscha“, und dem Schriftsteller Michail Golodnij verfasst.[4] Von dem Lied existiert auch eine deutsche Nachdichtung („Weither aus der Ferne …“), verfasst vom Singeklub MBZ-20 / NVA Leipzig.
- Auf dem Taras-Schewtschenko-Boulevard in Kiew wurde ihm ein Denkmal errichtet.[5] Nach der Dekommunisierung war dieses Denkmal im April 2023 das letzte in der Ukraine noch verbliebene Denkmal eines Sowjetführers (außerhalb der im Russisch-Ukrainischen Krieg ab 2014 und der beim russischen Überfall auf die Ukraine ab 2022 besetzten ukrainischen Gebiete).[6] Es wurde im Dezember 2023 abgebaut nachdem es zuvor wegen Beschmierungen mit einer Abdeckung in den Farben der ukrainischen Nationalfahne abgedeckt worden war.[7][8][9]
- Neben weiteren Ortschaften und Kolchosen trug auch sein Geburtsort Snowsk zwischen 1935 und 2016 und sein Sterbeort Biloschyzi zwischen 1934 und 2016 seinen Namen.
- Die sowjetische Post gab 1944 und 1948 zu Ehren Schtschors' Sondermarken heraus.